# Како преживјети до првог
„Како преживјети до првог” је југословенски ТВ филм из 1986. године. Режирала га је Сњежана Трибусон а сценарио су написали Сњежана Трибусон и Дубравка Угрешић.

## Улоге
| Глумац            | Улога                                  |
| ----------------- | -------------------------------------- |
| Вања Матујец      | Анкица                                 |
| Богдан Диклић     | Зденко                                 |
| Ксенија Пајић     | Мирјана                                |
| Звонимир Торјанац | Газда Карло                            |
| Перица Мартиновић | Госпођа Буден                          |
| Инге Апелт        | Госпођа из огласа                      |
| Добрила Бисер     | Проститутка (као Добрила Димитријeвић) |
| Вида Јерман       | Газдарица                              |
| Ивона Грунбаум    | Гђа с крзненом капом                   |
| Златко Црнковић   | Купац у месници                        |

Остале улоге  ▼
| Глумац           | Улога                          |
| ---------------- | ------------------------------ |
| Славица Кнежевић | Студенкиња која тражи посао    |
| Зденка Трах      | Госпођа Турчић                 |
| Ангел Паласев    | Купац у месници                |
| Нада Гачешић     | Сусједа Софија                 |
| Данко Љуштина    | Софијин муж                    |
| Ђорђе Рапајић    | Тип са шалтера студент-сервиса |
| Владимир Бошњак  | Купац у мeсници                |
| Мира Сингер      | Трговкиња                      |